# Sư Tử Sơn (Hồng Kông)
Sư Tử Sơn (tiếng Trung: 獅子山, tiếng Anh: Lion Rock), hoặc ít chính thức Đồi Sư Tử, là một ngọn núi ở Hồng Kông. Nó nằm giữa đường Cửu Long của Cửu Long và Đại Vy của Tân Giới, và cao 495 mét. Đỉnh có chất liệu là đá hoa cương và bao phủ rải rác bởi cây bụi.
Sư Tử Sơn được chú ý vì hình dạng của nó giống với một con sư tử đang cúi mình và nổi bật nhất từ khu vực Thể Hồng và Tân Bồ Cương ở Đông Cửu Long. Đường mòn Mạch Lý Hạo uốn lượn dọc theo sườn đồi rừng lên đến đỉnh, đỉnh cao nhất là "đầu con sư tử". Từ đỉnh Sư Tử Sơn có thể nhìn thấy thành phố và đảo Hồng Kông ở phía xa. Toàn bộ ngọn núi nằm trong Công viên quốc gia Sư Tử Thạch ở Hung Mui Kuk, Đại Vy và có thể đi qua được bằng phương tiện bằng đường hầm Sư Tử Thạch, kết nối đường Cửu Long và Đại Vy.
Sư Tử Sơn nằm gần một cấu trúc đá nổi tiếng khác, đá Vọng Phủ. Một con đường ở thành phố Cửu Long có tên là đường Sư Tử Thạch (獅子石道).

## Trong văn hóa đại chúng
Sau Thế chiến II và chiến thắng của cộng sản trong nội chiến Trung Quốc, nhiều người trốn sang Hồng Kông từ Trung Quốc đại lục đã sống trong các phi vụ ở Cửu Long, nơi có thể thấy rõ Sư Tử Sơn. Cuộc sống của thời đại, trong đó Hồng Kông được xây dựng lại từ nghèo khó, được mô tả bởi loạt phim truyền hình RTHK Below the Lion Rock; tập đầu tiên được phát sóng vào năm 1974). Bộ này có một số tác phẩm đầu tay của các đạo diễn phim nổi tiếng hiện nay như Hứa An Hoa. Bài hát chủ đề của bộ phim "Beneath the Lion Rock", được hát bởi Roman Tam, được coi là thể hiện tinh thần của người dân Hồng Kông. Tên của bộ truyện và bài hát chủ đề cùng tên của nó đã được kết nối với "Lion Rock Spirit" (tiếng Trung: 獅子山下精神), được sử dụng để chỉ toàn bộ Hồng Kông.
Phiên bản thứ hai của thương hiệu Hồng Kông do chính phủ tài trợ có hình bóng của ngọn núi. Theo thương hiệu, Sư Tử Sơn đại diện cho tinh thần "nói là làm" của người dân Hồng Kông.
Một biểu ngữ viết chữ "我要真普選" (Tôi muốn quyền bầu cử phổ quát thực sự) đã được treo lên gần 'đầu sư tử' vào ngày 23 tháng 10 năm 2014 để thể hiện sự ủng hộ đối với các cuộc biểu tình ở Hồng Kông năm 2014. Biểu ngữ đã được chính phủ gỡ xuống vào ngày hôm sau.
- Học viện Lion Rock là một chính sách công cộng nghĩ rằng xe tăng ủng hộ các giải pháp thị trường miễn phí cho các thách thức chính sách của Hồng Kông.
- Gavin Young đã viết lịch sử của Cathay Pacific trong một cuốn sách có tựa đề Beyond Lion Rock (1988).
- Ban nhạc reggae Culture có một bài hát mang tên 'Lion Rock'.

Toàn cảnh đêm về của Cửu Long từ Sư Tử Sơn

## Bộ sưu tập

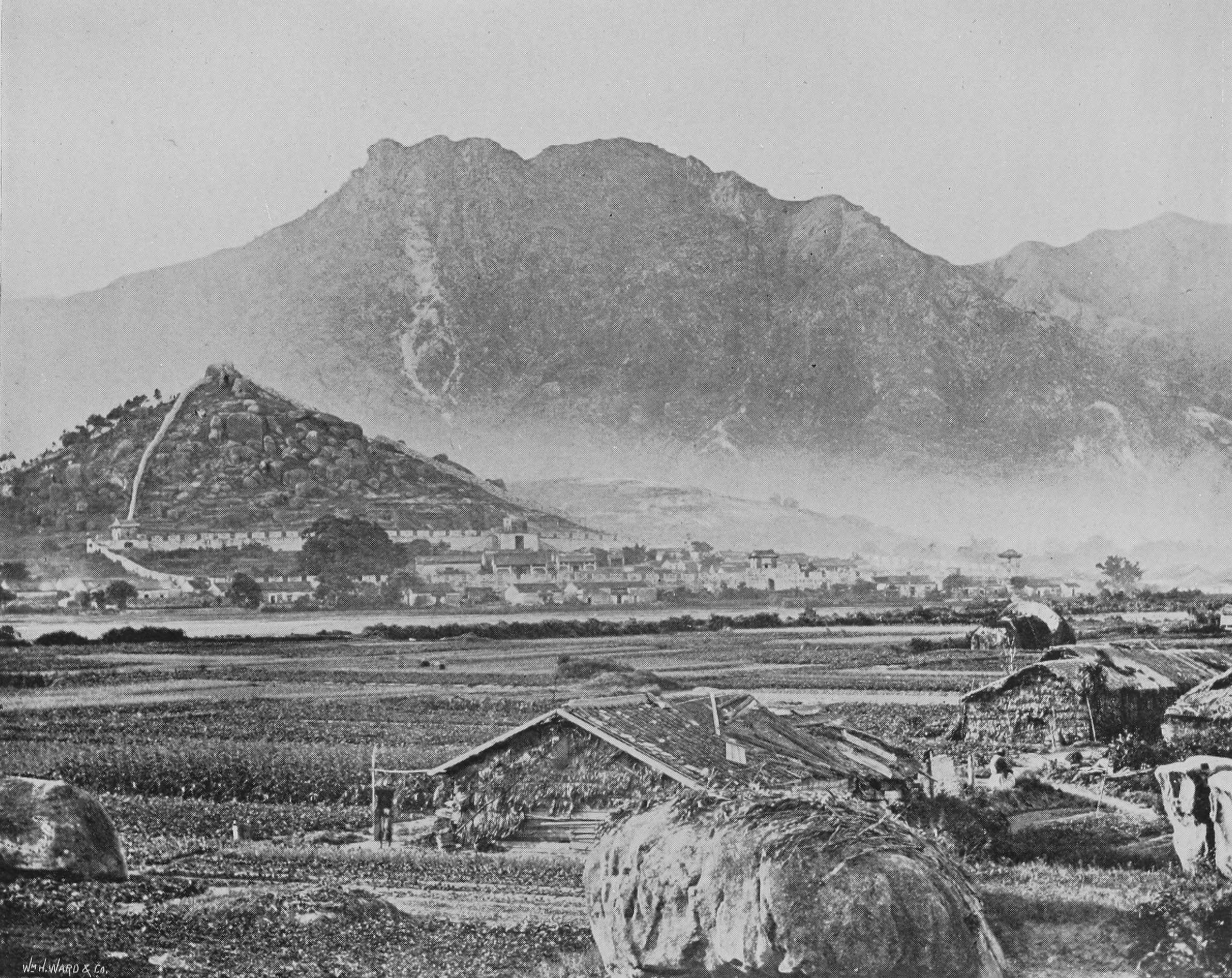
Toàn cảnh Cửu Long vào khoảng năm 1868, với Sư Tử Sơn ở phía sau nhìn ra Cửu Long Trại Thành thời Thanh.
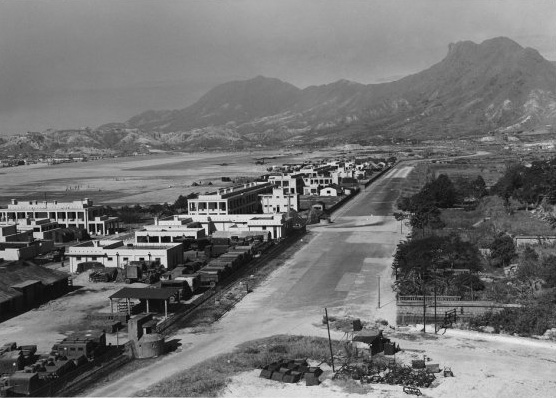
Đường Quan Đạo và Sư Tử Sơn năm 1945 (góc trên bên phải)
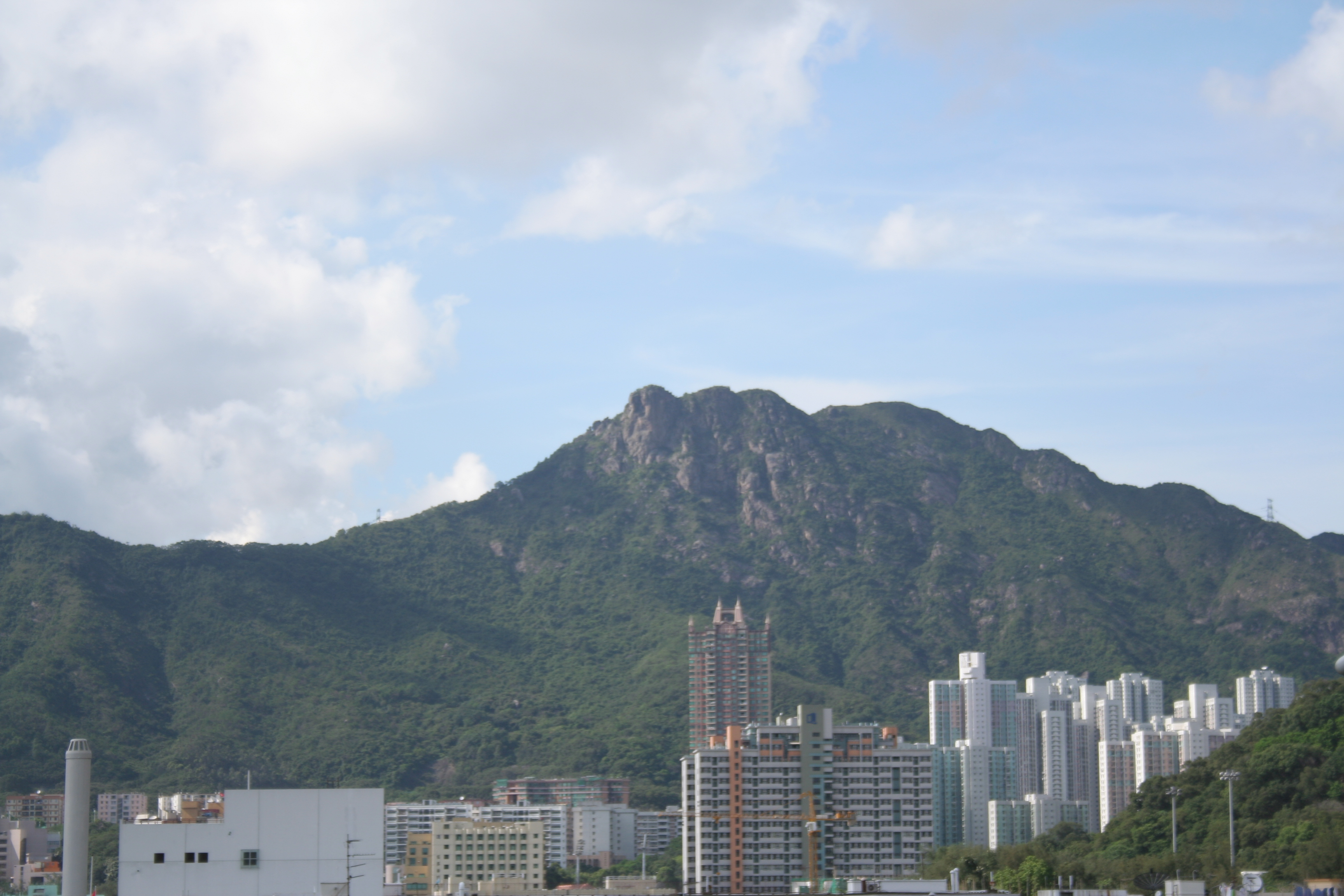
Bức ảnh của Sư Tử Sơn chụp năm 2006 từ phía Cửu Long.
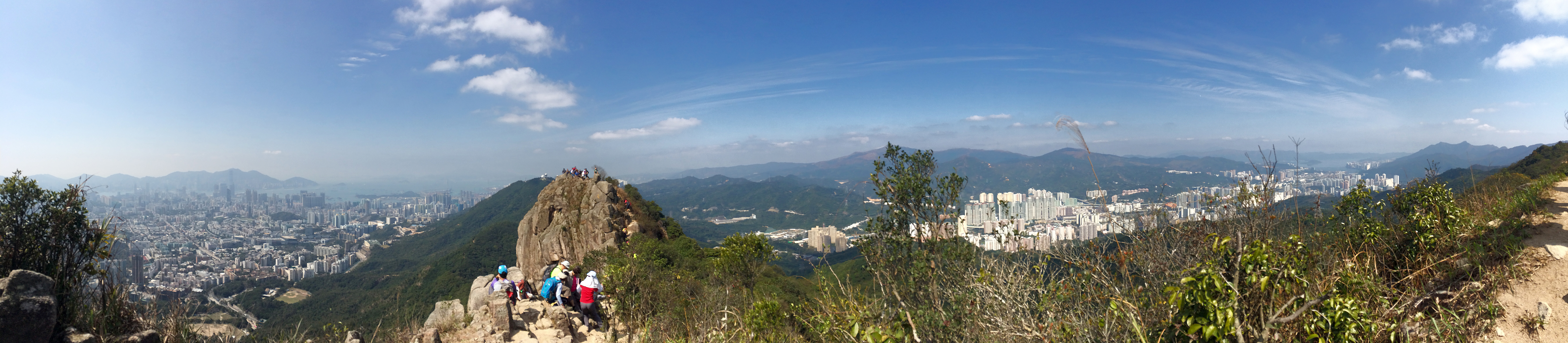
Toàn cảnh từ đỉnh.
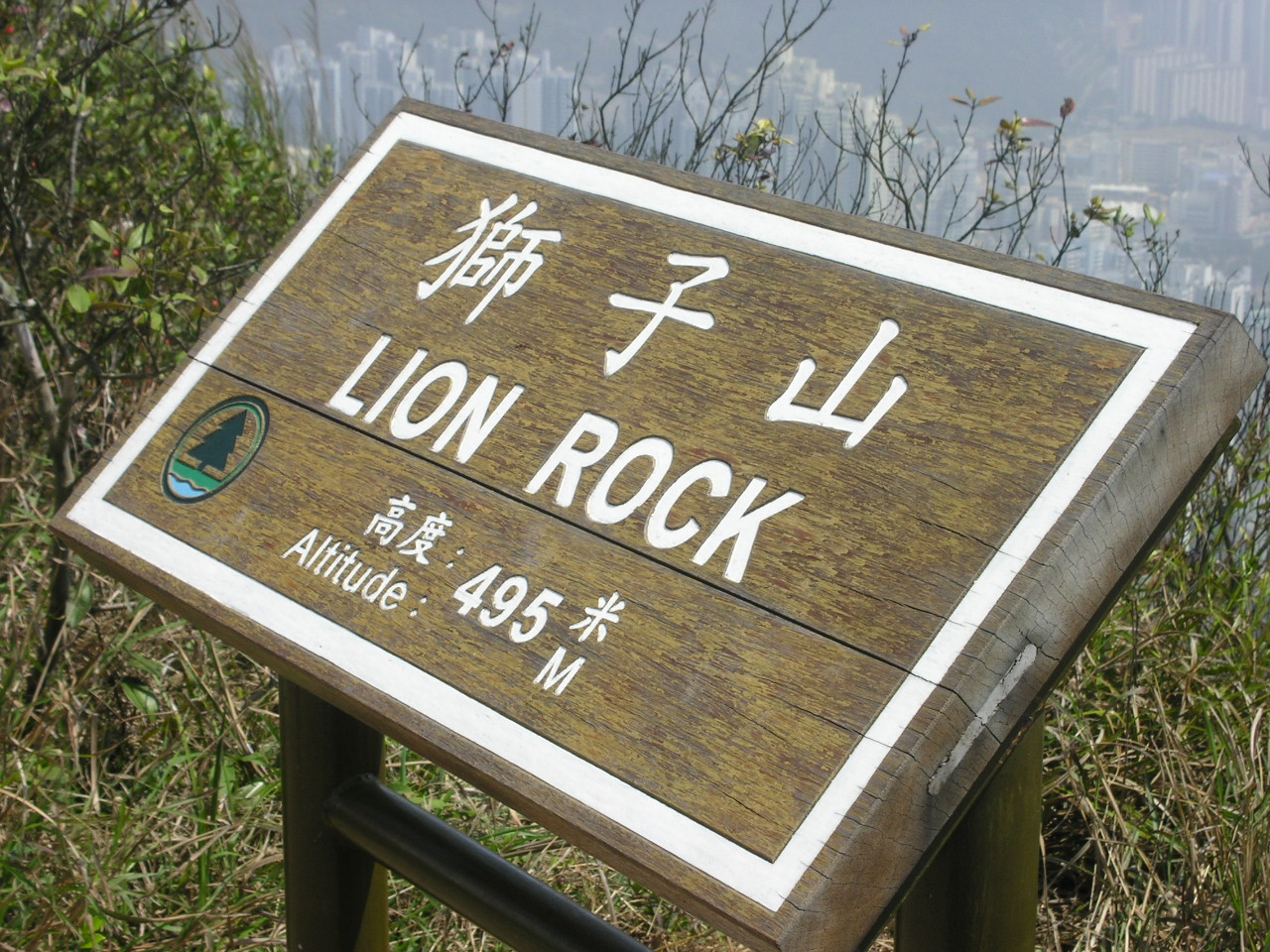
Tấm bảng chỉ dẫn trên núi.
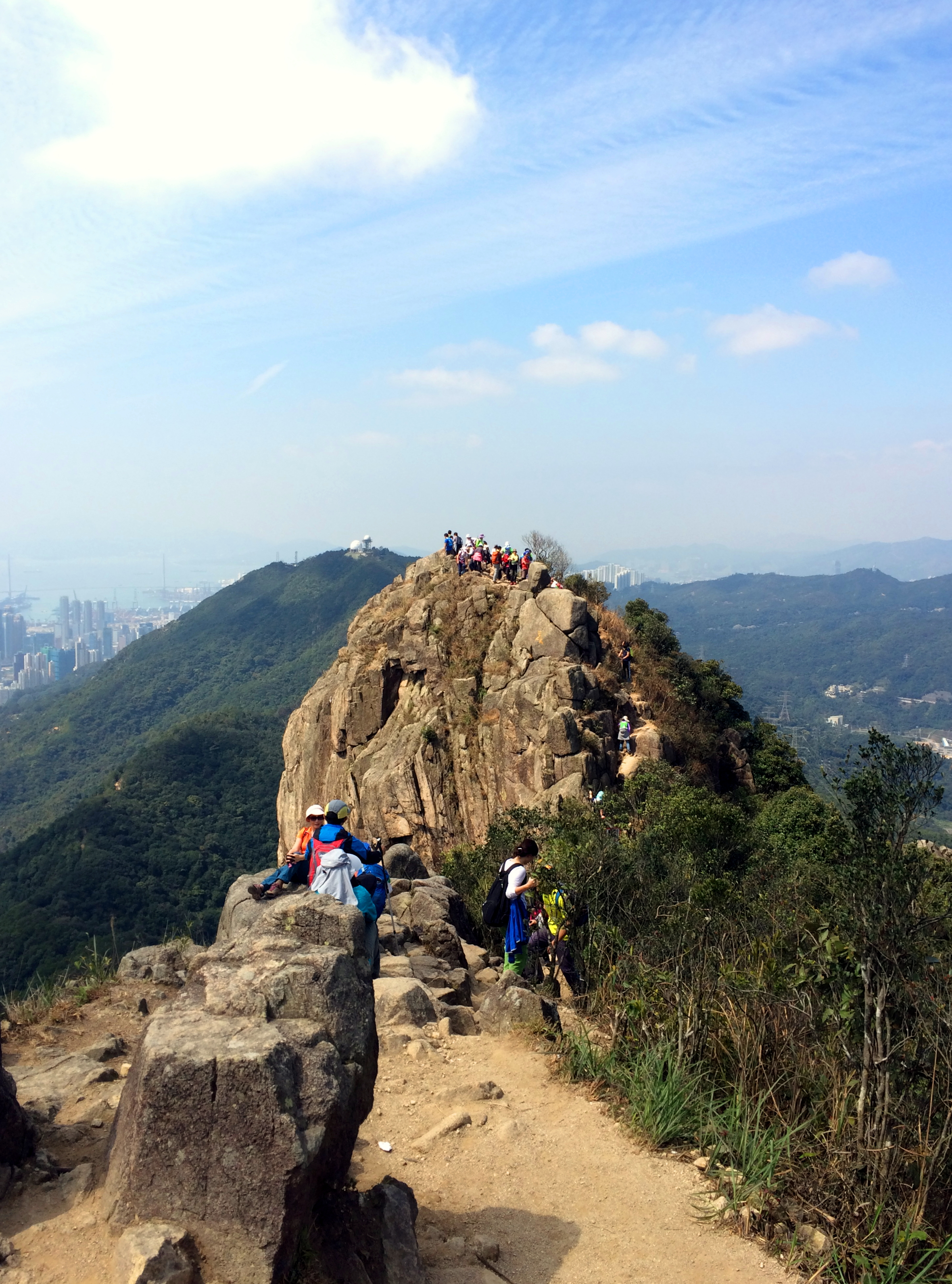
Nhìn về phía tây.
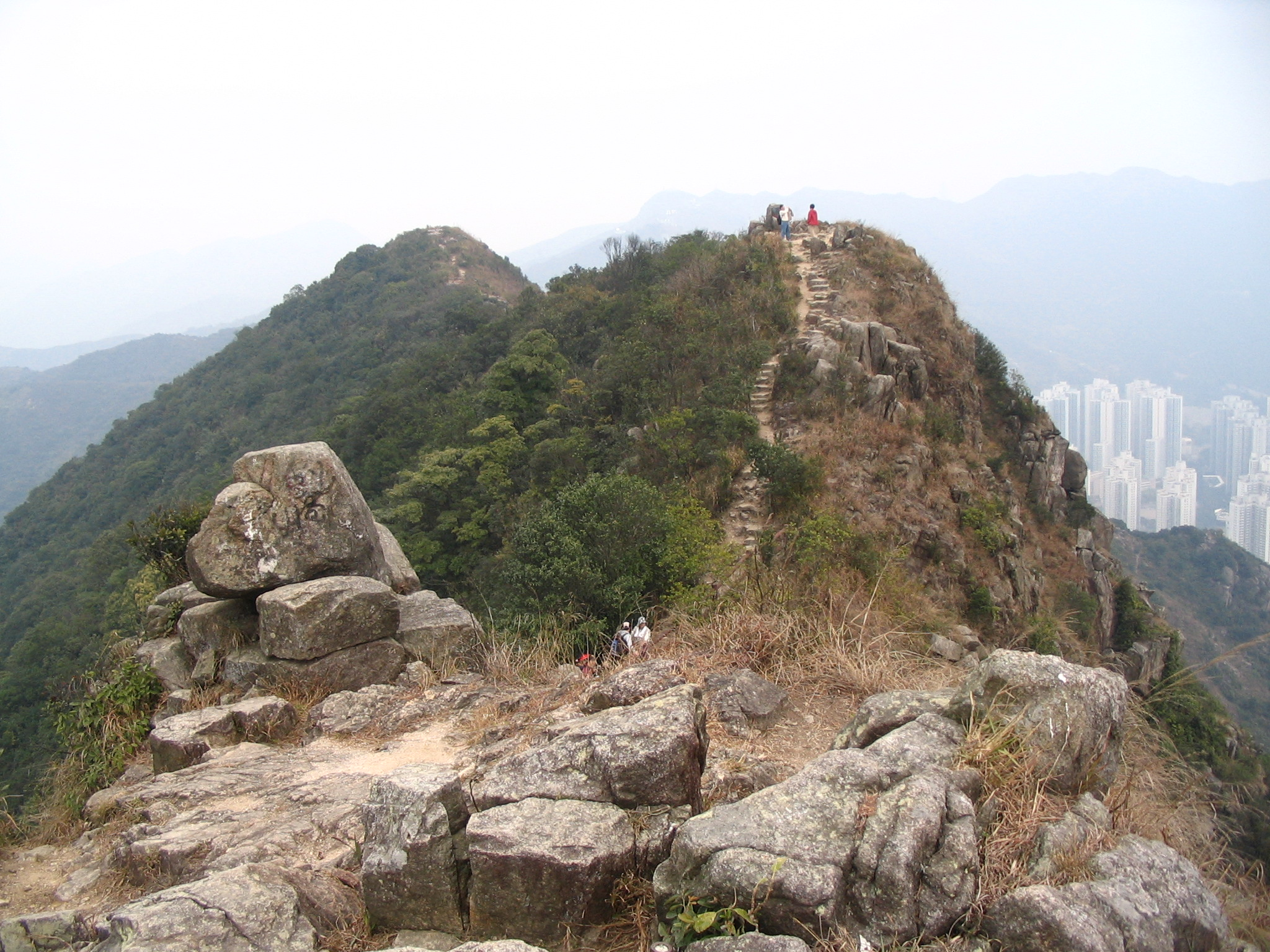
Nhìn về hướng đông.
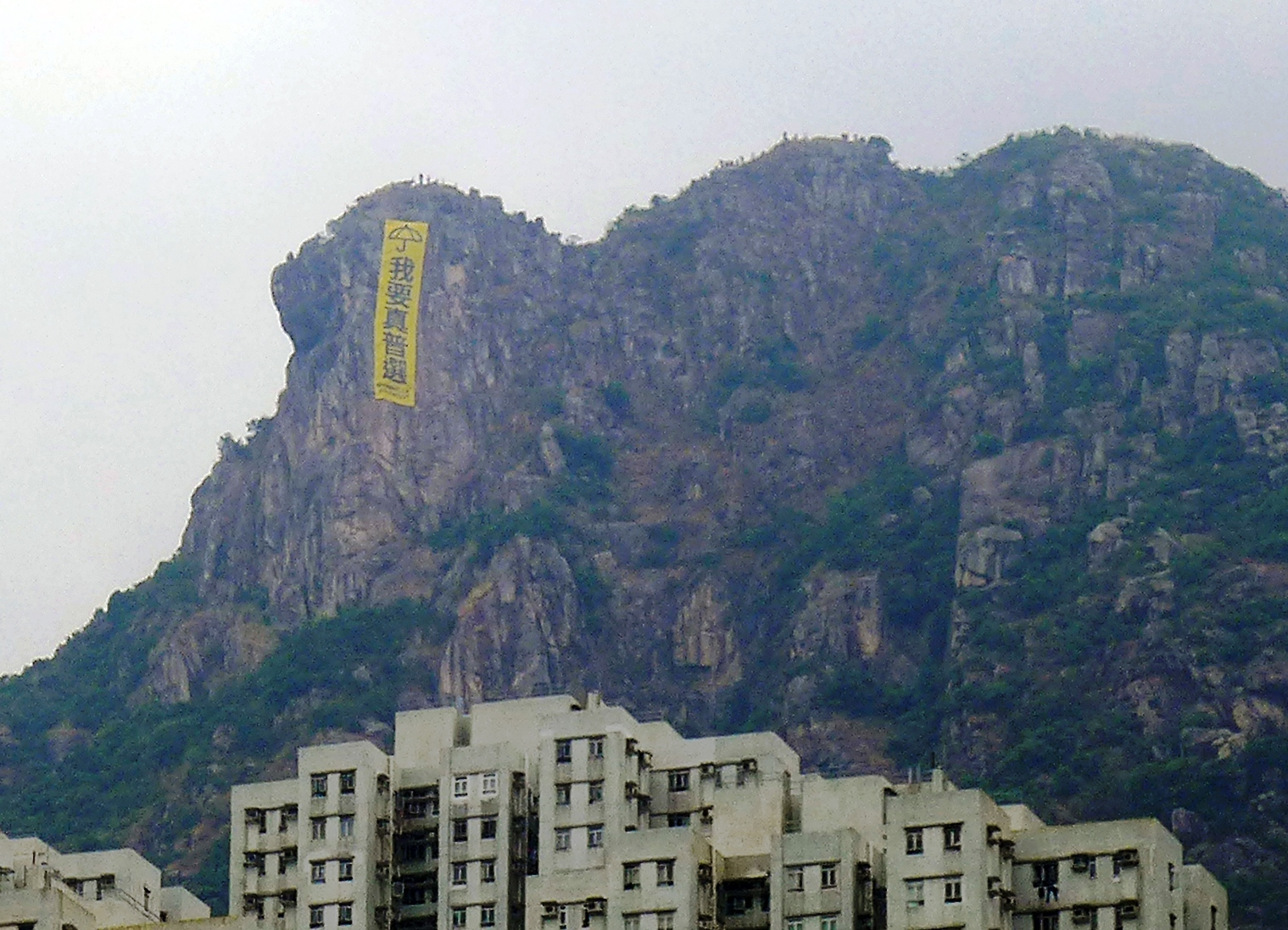
Biểu ngữ treo trên núi để ủng hộ các cuộc biểu tình ở Hồng Kông năm 2014.
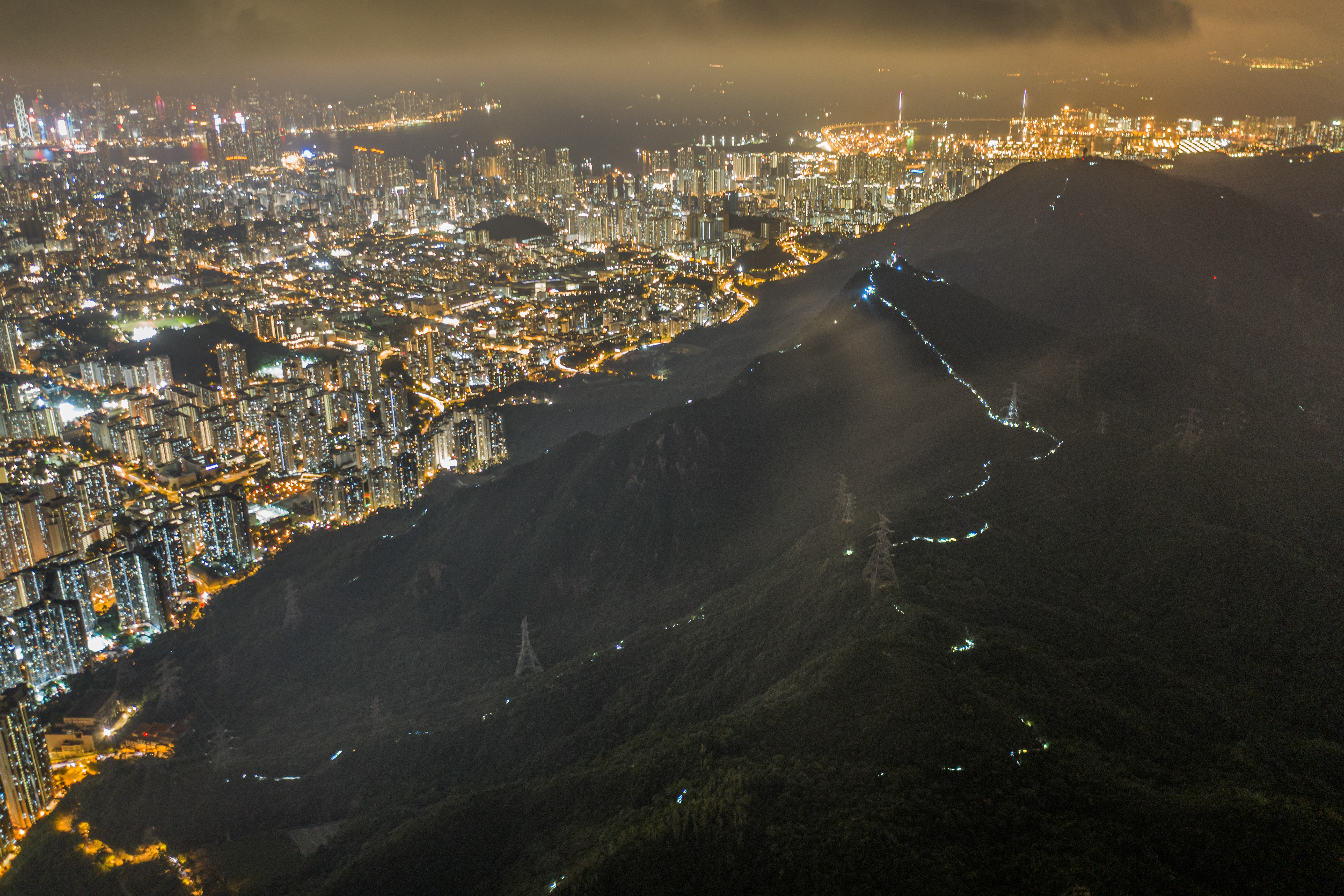
Người biểu tình Hồng Kông đứng trên núi Sư Tử Sơn ngày 13 tháng 9 năm 2019